# Dunkelspökuggla
Dunkelspökuggla (Ninox obscura) är en fågel i familjen ugglor inom ordningen ugglefåglar. Den förekommer enbart i ögruppen Andamanöarna i Bengaliska viken.

## Utseende och läte
Dunkelspökugglan är en medelstor (26–30) medlem av släktet Ninox med huvudsakligen mörkt chokladbrun fjäderdräkt. Den skiljer sig från brun spökuggla (som den fram tills nyligen behandlades som underart till) genom den enfärgat mörka fjäderdräkten och en mindre utbredd vit fläck ovanför näbben. Den har även bandade undre stjärttäckare men obandad undersida av stjärten. Sången beskrivs i engelsk litteratur som ett tvåstavigt, upprepat "wooo-oop, wooo-oop, wooo-oop".

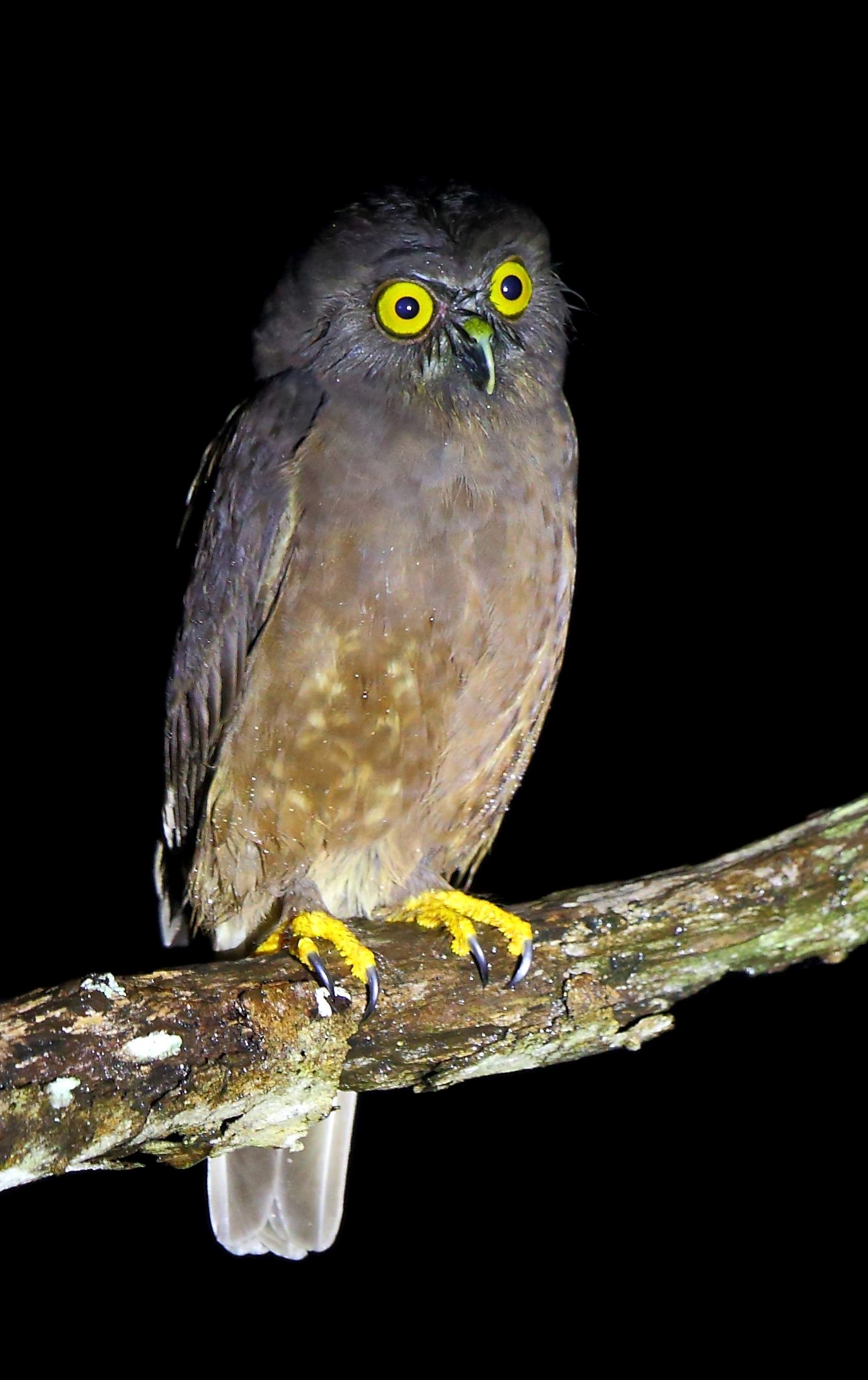

## Utbredning och systematik
Fågeln återfinns i indiska Andamanöarna i Bengaliska viken. Tidigare har den även angivits som förekommande i Nikobarerna och vissa gör det fortfarande, men detta är dock felaktigt. Den behandlas som monotypisk, det vill säga att den inte delas in i några underarter. Vissa behandlar den som underart till Ninox scutulata.

## Levnadssätt
Dunkelspökugglan hittas i låglänta skogar, men även i gummiplantage och nära bebyggelse, ofta intill vatten. Fågeln är aktiv nattetid samt i gryning och skymning. Födan är dåligt känd, men sägs ta skalbaggar och gräshoppor. Den har också noterats ta fjäderfotad salangan (Collocalia affinis) och vitbosalangan vid deras häckplatser. Även dess häckningsbiologi är i princip okänd, förutom att en månad gammal ungfågel infångats i slutet av maj.

## Status och hot
Dunkelspökugglan har ett litet utbredningsområde, men det finns inga tecken på vare sig några substantiella hot eller att populationen minskar. Internationella naturvårdsunionen IUCN kategoriserar den därför som livskraftig.